# Estação Pàdua
Pàdua (Metro de Barcelona) é uma estação que atende a  Linha 7 do Metro de Barcelona.
Entrou em funcionamento em 1953.

## Facilidades
- acesso a telefone celular;

- Barcelona;  Espanha,  Catalunha.